# Episodi de Il colore delle magnolie (seconda stagione)
La seconda stagione della serie televisiva Il colore delle magnolie è composta da 10 episodi ed è stata resa disponibile in tutto il mondo il 4 febbraio 2022 su Netflix.
| nº | Titolo originale          | Titolo italiano         | Pubblicazione originale | Pubblicazione in italiano |
| -- | ------------------------- | ----------------------- | ----------------------- | ------------------------- |
| 1  | Casseroles and Casualties | Timballi e vittime      | 4 febbraio 2022         | 4 febbraio 2022           |
| 2  | So Much to Say            | Così tanto da dire      | 4 febbraio 2022         | 4 febbraio 2022           |
| 3  | The More Things Change    | Più le cose cambiano... | 4 febbraio 2022         | 4 febbraio 2022           |
| 4  | Walk of Faith             | Cammino di fede         | 4 febbraio 2022         | 4 febbraio 2022           |
| 5  | Great Expectations        | Grandi speranze         | 4 febbraio 2022         | 4 febbraio 2022           |
| 6  | Find It in Your Heart     | Trova la forza          | 4 febbraio 2022         | 4 febbraio 2022           |
| 7  | Fragile Things            | La fragilità delle cose | 4 febbraio 2022         | 4 febbraio 2022           |
| 8  | The Rules of the Game     | Le regole del gioco     | 4 febbraio 2022         | 4 febbraio 2022           |
| 9  | Dear Heart                | Dolcezza                | 4 febbraio 2022         | 4 febbraio 2022           |
| 10 | If Thou Wilt, Remember    | E se vuoi, ricorda      | 4 febbraio 2022         | 4 febbraio 2022           |